# Frederik Hetmann
Frederik Hetmann (* 17. Februar 1934 in Breslau; † 1. Juni 2006 in Limburg an der Lahn; eigentlich Hans-Christian Kirsch) war ein deutscher Schriftsteller, der sich neben zeitkritischen Jugendbüchern und Biografien vor allem mit dem Sammeln und Übersetzen von Märchen, Mythen und Sagen beschäftigte.

## Leben
Hans-Christian Kirsch wuchs in Niederschlesien auf und floh nach dem Zweiten Weltkrieg 1945 zuerst nach Thüringen und 1949 schließlich in den Westen Deutschlands. Nach dem Abitur in Frankfurt am Main studierte er an der Johann Wolfgang Goethe-Universität Frankfurt, der Ludwig-Maximilians-Universität München und in Madrid Pädagogik, Anglistik, Romanistik, Philosophie und Politikwissenschaften. Von 1956 bis 1960 wirkte er als Lehrer an einer Höheren Handelsschule in Wiesbaden. Im Laufe der Jahre unternahm er zahlreiche Reisen, die ihn in viele Länder und Kontinente führten.
Ab 1962 arbeitete Frederik Hetmann als freier Schriftsteller, unter anderem für den Jugendfunk des Südwestfunks. 1972 wurde er Lektor und Herausgeber im Otto-Maier-Verlag, eine Tätigkeit, die er 1978 aufgab, um fortan wieder als freier Schriftsteller, Herausgeber und Übersetzer tätig zu sein. Bekannt wurde Hetmann vor allem durch seine Biografien für Kinder und Jugendliche sowie durch seine Fantasyromane wie z. B. Madru 1984. 1993 war er Stipendiat der Villa Massimo der Deutschen Akademie in Rom.
Zuletzt lebte er mit seiner Frau Elinor in Limburg. Hans-Christian Kirschs Nachlass befindet sich seit November 2009 im Stadtarchiv Limburg.

## Hans-im-Glück-Preis
1977 stiftete Kirsch gemeinsam mit seiner Gattin den Hans-im-Glück-Preis zur Förderung von Nachwuchsautoren.

## Werke

### Romane
- Mit Haut und Haar. Paul List Verlag, München 1961 (Neuausgabe 1990), ISBN 3-471-77979-5.
- Bericht für Telemachos. Bechtle Verlag, München / Esslingen 1964 (unter dem Namen Hans-Christian Kirsch).
- Wagadu. 1983.
- Madru oder Der Große Wald. Verlag Königs Furt, Krummwisch bei Kiel 1984 (Neuausgabe 2003), ISBN 3-933939-08-9.
- Der wilde Park des Vergessens. Weitbrecht, Stuttgart / Wien 1994, ISBN 3-522-71490-3.
- Yoshiwara oder Die schwankende Welt. Diederichs, München 1997, ISBN 3-424-01385-4.
- Die polnische Hochzeit. Mit Bildern von Thomas Zacharias. Verlag Sankt Michaelsbund, München 2002.
- Oxford oder Der Mann der Shakespeares Stücke schrieb. Gollenstein, 2002, ISBN 3-935731-28-0.
- Traumklänge oder Das längste Märchen, das es je gab. Lübbe, München 2004, ISBN 3-7857-3053-5.
- Gaias Schwestern. Gollenstein, 2006.
- Zeitenwende. Lübbe, München 2006, ISBN 3-404-92280-8.

### Biografien
- Ich habe sieben Leben. Die Geschichte des Ernesto Guevara, genannt Che. Beltz & Gelberg, Weinheim 1972, ISBN 3-407-80210-2.
- Rosa L: Die Geschichte der Rosa Luxemburg und ihrer Zeit. Fischer, Frankfurt am Main 1979, ISBN 3-596-22132-3.
- Drei Frauen zum Beispiel. Die Lebensgeschichte der Simone Weil, Isabel Burton und Karoline von Günderrode. Beltz & Gelberg, Weinheim 1980, ISBN 3-407-78783-9.
- Georg B. Die Geschichte des Dichters und Revolutionärs. Beltz & Gelberg, Weinheim 1981, ISBN 3-407-78722-7 (über Georg Büchner).
- Tilman Riemenschneider. Ein deutsches Schicksal. C. Bertelsmann, München 1981, ISBN 3-548-27518-4.
- Bettina und Achim. Die Geschichte einer Liebe. Beltz & Gelberg, Weinheim 1983, ISBN 3-407-80813-5 (über Bettina Brentano und Achim von Arnim).
- Schlafe, meine Rose. Die Lebensgeschichte der Elisabeth Langgässer. Beltz & Gelberg, Weinheim 1986, ISBN 3-407-80856-9.
- Eine Kerze, die an beiden Enden brennt. Das Leben der Rosa Luxemburg. Herder, Freiburg im Breisgau 1988, ISBN 3-451-04641-5.
- So leicht verletzbar unser Herz. Die Lebensgeschichte der Sylvia Plath. Beltz & Gelberg, Weinheim 1988, ISBN 3-407-80746-5.
- Der Maler und das Kind. Szenen aus dem Leben des Francisco Goya. Erika Klopp, Berlin 1988, ISBN 3-7817-0847-0.
- Bis ans Ende aller Straßen. Die Lebensgeschichte des Jack Kerouac. Beltz & Gelberg, Weinheim 1989, ISBN 3-407-80689-2.
- Dies Land ist unser. Die Beat-Poeten William S. Burroughs, Allen Ginsberg, Jack Kerouac. List, München/Leipzig 1993.
- Siddhartas Weg. Die Geschichte vom Leben und von der Lehre des Buddha. Herder, Freiburg im Breisgau 1997, ISBN 3-451-04594-X.
- Solidarität ist die Zärtlichkeit der Völker. Die Lebensgeschichte des Ernesto Che Guevara. Beltz & Gelberg, Weinheim 1999, ISBN 3-407-80861-5.
- Old Shatterhand, das bin ich. Die Lebensgeschichte des Karl May. Beltz & Gelberg, Weinheim 2000, ISBN 3-407-80872-0.
- Dichter leben. Eine Literaturgeschichte in Geschichten. Von Grimmelshausen bis Fontane. (Zusammen mit Ingrid Röbbelen und Harald Tondern). Beltz & Gelberg, Weinheim 2000.
- Dichter leben. Eine Literaturgeschichte in Geschichten. Von Thomas Mann bis Günter Grass. (Zusammen mit Ingrid Röbbelen und Harald Tondern). Beltz & Gelberg, Weinheim 2001, ISBN 3-407-75505-8.
- Martin Buber. Biografie eines deutschen Juden. Herder, Freiburg im Breisgau 2001, ISBN 3-451-04812-4.
- Elisabeth Langgässer. Literatur und Landschaft Leinpfad Verlag, Ingelheim 2004, ISBN 3-937782-13-3.
- Stendhal oder Das abenteuerliche Leben des Henri Beyle. Gollenstein, Blieskastel 2004.
- Reisender mit schwerem Gepäck. Leben und Werk des Walter Benjamin. Beltz & Gelberg, Weinheim 2004.
- Bluesballaden. Amerikanische Erzählstücke. Verlag Sankt Michaelsbund, 2006 (Sammlung von Kurzbiografien US-amerikanischer Bluesmusiker mit Begleit-CD von John Kirkbride).
- Buddha. Leben und Lehre. Hohe, Erftstadt 2007.

### Kinder- und Jugendbücher
- Lorcan zieht in den Krieg. 1975.
- Der rote Tag. Bericht über die Schlacht am Little Bighorn River zwischen den Sioux und Cheyennes und der US-Kavallerie unter General Armstrong Custer. Loewes-Verlag, Bayreuth 1975, letzte Ausgabe Rowohlt, Reinbek bei Hamburg 1989, ISBN 3-499-20275-1 (Friedrich-Gerstäcker-Preis 1976)
- Dermot mit dem roten Haar. Arena, Würzburg 1985, ISBN 3-401-04061-8.
- Reise bis zum Ende der Welt. Aus dem Leben des Robert Louis Stevenson. Ravensburger Buchverlag, Ravensburg 1994, ISBN 3-473-35138-5.
- Die Insel, die es nie gab. (Zusammen mit Leonardo Wild.) Bertelsmann, München 1997, ISBN 3-570-12394-4.
- Das Pferd ohne Reiter. Eine Indianergeschichte von heute. (Zusammen mit Harald Tondern) Rowohlt, Reinbek bei Hamburg 1997.
- Kinder der grünen Insel. Unionsverlag, Zürich 1998, ISBN 3-293-21030-9.
- Eine Liebe in Nagasaki. (Zusammen mit Harald Tondern). Ravensburger Buchverlag, Ravensburg 1998, ISBN 3-473-35178-4.
- Die Nacht, die kein Ende nahm. In der Gewalt von Skins. (Zusammen mit Harald Tondern). Rowohlt, Reinbek bei Hamburg 1999, ISBN 3-499-20747-8.
- Wir sind alle Fremde hier. Arena, Würzburg 2002, ISBN 3-401-02707-7.
- Moses oder Die Erfindung Gottes. Arena, Würzburg 2005.
- Zipangu oder Der Sohn des Samurai. Arena, Würzburg 2006.
- Die Rache der Raben. Schroedel, 2004.

### Märchen
- Geräusch der Grille – Geräusch des Geldes. 1971.
- Irischer Zaubergarten. Die schönsten Märchen und Geschichten aus Irland. Diederichs, Düsseldorf und Köln 1979, ISBN 3-89631-432-7.
- Die Reise in die Anderswelt. Feenmärchen und Feengeschichten aus Irland. Verlag Königsfurt, Krummwisch bei Kiel 1981, ISBN 3-89875-129-5.
- Hinter der Schwarzdornhecke. Irlands Märchen und ihre Erzähler. Verlag Königsfurt, 1986, ISBN 3-89875-128-7.
- Adam und Eva. Märchen, Predigten und Legenden des schwarzen Amerika. Don-Bosco-Verlag, München 1997, ISBN 3-7698-1070-8.
- Indianermärchen aus Südamerika. (Zusammen mit Leonardo Wild). Fischer, Frankfurt am Main 1997, ISBN 3-596-13319-X.
- Märchen aus England. Fischer, Frankfurt am Main 1998, ISBN 3-596-14036-6.
- Wie Frauen die Welt erschufen. Mythen, Märchen und Legenden. Unionsverlag, Zürich 1999, ISBN 3-293-20199-7.
- Büffelfrau und Wolfsmann. Märchen, Mythen und Legenden der nordamerikanischen Indianer. Verlag Königsfurt, Krummwisch bei Kiel 2001, ISBN 3-89875-008-6.
- Der rote Fetzen unterm Butterfass. Märchen und Sagen aus Nordamerika. Verlag Königsfurt, Krummwisch bei Kiel 2002, ISBN 3-89875-046-9.
- Der Mann, der ein Opossum aß. Märchen und Sagen des Schwarzen Amerika. Verlag Königsfurt, Krummwisch bei Kiel 2002, ISBN 3-89875-047-7.
- Der verzauberte Feigenbaum. Andalusische Märchen. Verlag Königsfurt, Krummwisch bei Kiel 2002, ISBN 3-89875-033-7.
- Der grüne Vogel. Märchen, Mythen und Sagen der Indianer Mittelamerikas. Verlag Königsfurt, Krummwisch bei Kiel 2002, ISBN 3-89875-034-5.
- Der Dornbusch im Donegal. Irische Märchen. Verlag Königsfurt, Krummwisch bei Kiel 2002, ISBN 3-89875-032-9.
- Wo König Arthur schläft. Keltische Märchen. Verlag Königsfurt, Krummwisch bei Kiel 2002, ISBN 3-89875-031-0.
- Der Junge, der die Sonne fing. Märchen der nordamerikanischen Indianer. Verlag Königsfurt, Krummwisch bei Kiel 2003, ISBN 3-89875-084-1.
- Die verbotene Quelle. Feen-Märchen. Verlag Königsfurt, Krummwisch bei Kiel 2003, ISBN 3-89875-057-4.
- Das große Buch der Indianer. Verlag Königsfurt-Urania, Krummwisch bei Kiel 2013, ISBN 978-3-86826-030-4.
- Schottische Märchen. Verlag Königsfurt-Urania, Krummwisch bei Kiel 2012, ISBN 978-3-86826-031-1.
- Indianer-Märchen. Verlag Königsfurt-Urania, Krummwisch bei Kiel 2007, ISBN 978-3-89875-192-6.

### Sachbücher
- Der Spanische Bürgerkrieg in Augenzeugenberichten. (als Hrsg.). Karl Rauch Verlag, 1967, ISBN 3-7920-0312-0.
- Schüler spielen Theater. Spielvorlagen, Anleitungen, Erfahrungsberichte. Fischer Boot, Frankfurt am Main 1981, ISBN 978-3-596-27515-1.
- Rebellen in Dublin. Legende und Wirklichkeit des irischen Osteraufstands 1916. Fischer, Frankfurt am Main 1981, ISBN 9783810510235.
- Wiedersehen mit Amerika. Kreuz und quer durch die U.S.A. Rowohlt, Reinbek 1991, ISBN 3-499-20592-0.
- Die Freuden der Fantasy. Von Tolkien bis Ende. Ullstein, Berlin 1984, ISBN 3-548-36506-X.
- Route 66. Auf der Straße der Träume von Chicago nach L.A. Goldmann, München 1997, ISBN 3-442-12770-X.
- Die Erde ist unsere Mutter. Indianische Spiritualität und Religion. Herder, Freiburg im Breisgau 1998, ISBN 3-451-04636-9.
- Jenseitsreisen. Rituale und Mythen amerikanischer Schamanen, Heiler und Zauberer. Herder, Freiburg im Breisgau 1999, ISBN 3-451-04717-9.
- Indianer (mit Illustrationen von Ursel Maiorana). Ravensburger Buchverlag, Ravensburg 1999, ISBN 3-473-35871-1.
- Märchen und Märchendeutung – erleben und verstehen. Verlag Königs Furt, Krummwisch bei Kiel 1999, ISBN 3-89875-173-2.
- Das Indianerlexikon. Die Welt der ersten Amerikaner von A–Z. Verlag Königs Furt, Krummwisch bei Kiel 2001, ISBN 3-89875-010-8.

## Auszeichnungen
- 1962: Taugenichts-Reise-Stipendium
- 1965: Deutscher Jugendliteraturpreis für Amerika-Saga
- 1973: Deutscher Jugendliteraturpreis für Ich habe sieben Leben
- 1976: La vache qui lit für Lorcan zieht in den Krieg
- 1979 bis 1981: Stadtschreiber in Offenbach am Main
- 1984: Phantastik-Preis der Stadt Wetzlar für Wagadu
- 1986: Friedrich-Gerstäcker-Preis für Der rote Tag
- 1987: Fantasy-Preis der Stadt Regensburg
- 1988: Deutscher Fantasy Preis der Stadt Passau und des EDFC e. V. für seine herausragende Arbeit als Übersetzer, Herausgeber und Schriftsteller im Bereich der phantastischen Literatur[2]
- 1993: Villa-Massimo-Stipendium
- 1997: Wildweibchenpreis